# Premiership 2018-2019 (Irlanda del Nord)
La NIFL Premiership 2018-2019, nota anche come Danske Bank Premiership per motivi di sponsorizzazione, è stata la 118ª edizione della massima serie del campionato nordirlandese di calcio, la sesta dopo il cambio di denominazione. La stagione è iniziata il 4 agosto 2018 e si è conclusa il 27 aprile 2019. Il Crusaders era la squadra campione in carica. Il Linfield ha vinto il torneo per la cinquantatreesima volta nella sua storia.

## Stagione

### Novità
Dalla Premiership 2017-2018 sono state retrocesse il Carrick Rangers e il Ballinamallard Utd, mentre dalla Championship sono state promosse l'Institute, prima classificata, e il Newry City, vincitrice dello spareggio promozione-retrocessione.

### Formula
Le 12 squadre partecipanti si affrontano in un triplo girone di andata-ritorno-andata, per un totale di 33 giornate. Al termine, le squadre sono divise in due gruppi di 6, in base alla classifica; ogni squadra affronta poi per la quarta volta le altre formazioni del proprio gruppo. La squadra campione dell'Irlanda del Nord è ammessa al primo turno di qualificazione della UEFA Champions League 2019-2020. La seconda classificata è ammessa al primo turno di qualificazione della UEFA Europa League 2019-2020. Al termine delle 38 giornate di campionato le squadre classificatesi dal terzo al sesto posto partecipano a dei play-off per un posto al primo turno di qualificazione della UEFA Europa League 2019-2020. Se una delle squadre si è qualificata alla Europa League attraverso la Irish Cup, ai play-off partecipano le restanti quattro squadre. L'undicesima classificata affronta in uno spareggio promozione-retrocessione la seconda classificata della Championship, mentre l'ultima classificata retrocede direttamente in Championship.

## Squadre partecipanti
| Club             | Città       | Stadio             | Stagione precedente            |
| ---------------- | ----------- | ------------------ | ------------------------------ |
| Ards             | Bangor      | Bangor Fuels Arena | 9º posto in Premiership        |
| Ballymena Utd    | Ballymena   | The Showgrounds    | 6º posto in Premiership        |
| Cliftonville     | Belfast     | Solitude           | 5º posto in Premiership        |
| Coleraine        | Coleraine   | The Showgrounds    | 2º posto in Premiership        |
| Crusaders        | Belfast     | Seaview            | Campione dell'Irlanda del Nord |
| Dungannon Swifts | Dungannon   | Stangmore Park     | 8º posto in Premiership        |
| Glenavon         | Lurgan      | Mourneview Park    | 3º posto in Premiership        |
| Glentoran        | Belfast     | The Oval           | 7º posto in Premiership        |
| Institute        | Derry       | Brandywell Stadium | 1º posto in Championship       |
| Linfield         | Belfast     | Windsor Park       | 4º posto in Premiership        |
| Newry City       | Newry       | The Showgrounds    | 2º posto in Championship       |
| Warrenpoint Town | Warrenpoint | Milltown           | 10º posto in Premiership       |

## Prima Fase

### Classifica finale
|  | Pos. | Squadra          | Pt | G  | V  | N | P  | GF | GS | DR  |
|  | ---- | ---------------- | -- | -- | -- | - | -- | -- | -- | --- |
|  | 1.   | Linfield         | 77 | 33 | 24 | 5 | 4  | 70 | 21 | +49 |
|  | 2.   | Ballymena Utd    | 68 | 33 | 21 | 5 | 7  | 74 | 42 | +32 |
|  | 3.   | Crusaders        | 64 | 33 | 20 | 4 | 9  | 65 | 44 | +21 |
|  | 4.   | Glenavon         | 60 | 33 | 17 | 9 | 7  | 60 | 40 | +20 |
|  | 5.   | Cliftonville     | 54 | 33 | 17 | 3 | 13 | 62 | 54 | +8  |
|  | 6.   | Coleraine        | 51 | 33 | 14 | 9 | 10 | 51 | 46 | +5  |
|  | 7.   | Glentoran        | 38 | 33 | 10 | 8 | 15 | 49 | 49 | 0   |
|  | 8.   | Institute        | 38 | 33 | 11 | 5 | 17 | 45 | 65 | -20 |
|  | 9.   | Dungannon Swifts | 36 | 33 | 9  | 9 | 15 | 37 | 56 | -19 |
|  | 10.  | Warrenpoint Town | 34 | 33 | 9  | 7 | 17 | 40 | 67 | -27 |
|  | 11.  | Ards             | 19 | 33 | 4  | 7 | 22 | 27 | 58 | -31 |
|  | 12.  | Newry City       | 12 | 33 | 4  | 5 | 24 | 23 | 61 | -38 |

Legenda:
      Ammesse alla poule scudetto
      Ammesse alla poule retrocessione
Note:
Tre punti a vittoria, uno a pareggio, zero a sconfitta.

### Risultati

#### Partite (1-22)
|                  | Ard  | Bal  | Cli  | Col  | Cru  | Dun  | Gln  | Glt  | Ins  | Lin  | New  | War  |
| ---------------- | ---- | ---- | ---- | ---- | ---- | ---- | ---- | ---- | ---- | ---- | ---- | ---- |
| Ards             | –––– | 1-2  | 1-3  | 0-0  | 0-1  | 2-2  | 0-2  | 0-2  | 0-1  | 2-1  | 4-0  | 1-1  |
| Ballymena Utd    | 2-0  | –––– | 2-1  | 3-3  | 3-0  | 1-1  | 2-1  | 2-1  | 6-1  | 2-1  | 3-0  | 1-2  |
| Cliftonville     | 3-1  | 3-2  | –––– | 1-2  | 1-5  | 5-1  | 4-2  | 1-0  | 3-0  | 1-1  | 3-1  | 3-1  |
| Coleraine        | 1-0  | 2-2  | 1-2  | –––– | 1-0  | 2-1  | 1-4  | 1-1  | 2-2  | 0-0  | 0-1  | 3-0  |
| Crusaders        | 4-2  | 2-2  | 3-2  | 0-3  | –––– | 1-0  | 3-0  | 3-0  | 3-2  | 0-2  | 1-0  | 3-1  |
| Dungannon Swifts | 0-0  | 0-2  | 1-1  | 0-2  | 3-2  | –––– | 1-1  | 1-0  | 2-1  | 1-2  | 1-1  | 0-2  |
| Glenavon         | 3-1  | 4-0  | 0-2  | 4-0  | 3-2  | 2-1  | –––– | 1-1  | 3-3  | 0-1  | 2-0  | 1-1  |
| Glentoran        | 4-0  | 0-1  | 1-2  | 2-2  | 2-2  | 2-1  | 1-2  | –––– | 2-1  | 0-1  | 4-1  | 3-1  |
| Institute        | 1-0  | 1-2  | 6-4  | 1-2  | 1-4  | 0-0  | 1-4  | 3-3  | –––– | 1-4  | 1-0  | 2-0  |
| Linfield         | 0-0  | 2-1  | 4-2  | 1-2  | 4-1  | 3-0  | 0-0  | 4-0  | 3-0  | –––– | 3-1  | 1-1  |
| Newry City       | 2-0  | 1-2  | 1-0  | 1-1  | 0-3  | 2-1  | 1-2  | 1-1  | 0-2  | 0-2  | –––– | 1-1  |
| Warrenpoint Town | 1-0  | 1-6  | 2-1  | 2-1  | 1-2  | 1-1  | 2-4  | 1-1  | 0-1  | 0-5  | 2-2  | –––– |

#### Partite (23-33)
|                  | Ard  | Bal  | Cli  | Col  | Cru  | Dun  | Gln  | Glt  | Ins  | Lin  | New  | War  |
| ---------------- | ---- | ---- | ---- | ---- | ---- | ---- | ---- | ---- | ---- | ---- | ---- | ---- |
| Ards             | –––– |      |      | 1-2  | 2-2  |      |      |      | 0-3  | 0-2  | 3-1  | 0-1  |
| Ballymena Utd    | 4-1  | –––– | 2-1  |      |      | 2-2  |      | 0-2  |      |      | 3-1  |      |
| Cliftonville     | 4-1  |      | –––– |      |      |      | 1-1  | 2-1  | 1-0  | 0-2  | 1-0  |      |
| Coleraine        |      | 0-4  | 4-1  | –––– |      | 1-2  | 1-1  | 2-0  |      |      |      |      |
| Crusaders        |      | 3-2  | 2-0  | 4-2  | –––– |      | 1-1  |      |      | 0-1  |      |      |
| Dungannon Swifts | 0-3  |      | 3-1  |      | 1-0  | –––– |      |      |      | 0-5  | 2-1  | 4-3  |
| Glenavon         | 2-0  | 0-2  |      |      |      | 1-0  | –––– |      | 3-3  | 2-0  |      | 1-3  |
| Glentoran        | 1-1  |      |      |      | 0-1  | 2-4  | 1-2  | –––– |      |      | 2-1  |      |
| Institute        |      | 1-2  |      | 1-0  | 1-3  | 2-0  |      | 0-2  | –––– |      |      |      |
| Linfield         |      | 1-0  |      | 3-2  |      |      |      | 4-2  | 2-0  | –––– |      | 4-0  |
| Newry City       |      |      |      | 1-4  | 0-1  |      | 0-1  |      | 1-2  | 0-1  | –––– | 0-2  |
| Warrenpoint Town |      | 2-4  | 0-2  | 0-1  | 1-3  |      |      | 0-5  | 4-0  |      |      | –––– |

## Poule scudetto
Le squadre mantengono i punti conquistati nella stagione regolare.

### Classifica finale
|  | Pos. | Squadra       | Pt | G  | V  | N  | P  | GF | GS | DR  |
|  | ---- | ------------- | -- | -- | -- | -- | -- | -- | -- | --- |
|  | 1.   | Linfield      | 85 | 38 | 26 | 7  | 5  | 77 | 27 | +50 |
|  | 2.   | Ballymena Utd | 78 | 38 | 24 | 6  | 8  | 83 | 47 | +36 |
|  | 3.   | Glenavon      | 70 | 38 | 20 | 10 | 8  | 74 | 46 | +28 |
|  | 4.   | Crusaders     | 65 | 38 | 20 | 5  | 13 | 68 | 55 | +13 |
|  | 5.   | Cliftonville  | 61 | 38 | 19 | 4  | 15 | 70 | 66 | +4  |
|  | 6.   | Coleraine     | 56 | 38 | 15 | 11 | 12 | 59 | 55 | +4  |

Legenda:
      Campione dell'Irlanda del Nord e ammessa alla UEFA Champions League 2019-2020
      Ammessa alla UEFA Europa League 2019-2020
 Ammessa ai play-off per la UEFA Europa League 2019-2020
Note:
Tre punti a vittoria, uno a pareggio, zero a sconfitta.

### Risultati
|               | Bal  | Cli  | Col  | Cru  | Gln  | Lin  |
| ------------- | ---- | ---- | ---- | ---- | ---- | ---- |
| Ballymena Utd | –––– |      | 1-0  | 3-0  | 4-3  | 0-1  |
| Cliftonville  | 1-1  | –––– | 4-2  | 2-0  |      |      |
| Coleraine     |      |      | –––– | 4-2  |      | 1-1  |
| Crusaders     |      |      |      | –––– |      |      |
| Glenavon      |      | 4-0  | 1-1  | 2-1  | –––– |      |
| Linfield      |      | 5-1  |      | 0-0  | 0-4  | –––– |

## Poule retrocessione
Le squadre mantengono i punti conquistati nella stagione regolare.

### Classifica finale
|  | Pos. | Squadra          | Pt | G  | V  | N  | P  | GF | GS | DR  |
|  | ---- | ---------------- | -- | -- | -- | -- | -- | -- | -- | --- |
|  | 7.   | Glentoran        | 49 | 38 | 13 | 10 | 15 | 58 | 53 | +5  |
|  | 8.   | Institute        | 44 | 38 | 13 | 5  | 20 | 50 | 72 | -22 |
|  | 9.   | Dungannon Swifts | 42 | 38 | 11 | 9  | 18 | 44 | 65 | -21 |
|  | 10.  | Warrenpoint Town | 39 | 38 | 10 | 9  | 19 | 51 | 79 | -28 |
|  | 11.  | Ards             | 27 | 38 | 6  | 9  | 23 | 31 | 63 | -32 |
|  | 12.  | Newry City       | 23 | 38 | 6  | 5  | 27 | 31 | 68 | -37 |

Legenda:
 Ammessa ai play-off per la UEFA Europa League 2019-2020
 Ammessa allo spareggio promozione/retrocessione
      Retrocessa in NIFL Championship 2019-2020
Note:
Tre punti a vittoria, uno a pareggio, zero a sconfitta.

### Risultati
|                  | Ard  | Dun  | Glt  | Ins  | New  | War  |
| ---------------- | ---- | ---- | ---- | ---- | ---- | ---- |
| Ards             | –––– | 1-0  | 1-1  |      |      |      |
| Dungannon Swifts |      | –––– | 1-2  | 2-1  |      |      |
| Glentoran        |      |      | –––– | 2-0  |      | 2-2  |
| Institute        | 0-1  |      |      | –––– | 2-1  | 2-1  |
| Newry City       | 3-0  | 0-1  | 0-2  |      | –––– |      |
| Warrenpoint Town | 1-1  | 5-3  |      |      | 2-4  | –––– |

## Spareggi

### Spareggi per l'Europa League

#### Semifinali
|              | Risultati   |           | Luogo e data           |
| ------------ | ----------- | --------- | ---------------------- |
| Glenavon     | 2 - 4       | Glentoran | Lurgan, 7 maggio 2019  |
| Cliftonville | 5 - 3 (dts) | Coleraine | Belfast, 7 maggio 2019 |
|              |             |           |                        |

#### Finale
|              | Risultati   |           | Luogo e data            |
| ------------ | ----------- | --------- | ----------------------- |
| Cliftonville | 2 - 0 (dts) | Glentoran | Belfast, 11 maggio 2019 |
|              |             |           |                         |

### Spareggio promozione/retrocessione
L'undicesima classificata (Ards) in Premiership ha sfidato la vincitrice dei play-off della NIFL Championship (Carrick Rangers) per un posto in Premiership.
|                 | Risultati |                 | Luogo e data                 |
| --------------- | --------- | --------------- | ---------------------------- |
| Carrick Rangers | 1 - 0     | Ards            | Carrickfergus, 3 maggio 2019 |
| Ards            | 1 - 2     | Carrick Rangers | Bangor, 6 maggio 2019        |
|                 |           |                 |                              |

## Classifica marcatori
| Gol |  |  | Giocatore         | Squadra          |
| --- |  |  | ----------------- | ---------------- |
| 20  |  |  | Joe Gormley       | Cliftonville     |
| 19  |  |  | Michael McCrudden | Institute        |
| 17  |  |  | Andrew Waterworth | Linfield         |
| 16  |  |  | Cathair Friel     | Ballymena United |
| 15  |  |  | Stephen Murray    | Glenavon         |
| 14  |  |  | Paul Heatley      | Crusaders        |
| 13  |  |  | Ryan Curran       | Cliftonville     |
| 13  |  |  | Robbie McDaid     | Glentoran        |
| 12  |  |  | Rory Donnelly     | Cliftonville     |
| 12  |  |  | Paul McElroy      | Dungannon Swifts |
| 12  |  |  | Andrew Mitchell   | Glenavon         |